# اکتل-اکسل
شهر اکتل-اکسل (به فرانسوی: Hechtel-Eksel) در شهرستان مزک  در استان لمبورگ  در منطقه فلاندری در کشور بلژیک واقع شده‌است.